# Marquinhos Trad
Marcos Marcello Tred, né le 28 août 1964 à Campo Grande (Mato Grosso do Sul), est un avocat et homme d'État brésilien. Il a été maire de Campo Grande de 2017 jusqu'à sa démission en 2022. 
Outre ses activités politiques, il est également reconnu pour son travail d'avocat et pour sa participation à plusieurs commissions et conseils, y compris l'Association du Barreau brésilien et le Tribunal de Justice Sportive du Mato Grosso do Sul.

## Biographie
Fils de l'ancien membre du Congrès Nelson Trad et de Therezinha Mandetta, frère de l'ancien maire de Campo Grande, Nelson Trad Filho, et l'ancien député fédéral Fábio Trad; diplômé en droit de 'Université fédérale de Rio de Janeiro (UFRJ).
En tant qu'avocat, il a rejoint la section du Mato Grosso do Sul du Barreau brésilien en tant que conseiller, puis a présidé le Comité d'éthique et de discipline. Membre et a présidé le Tribunal des Sports de l'Etat (TJD-MS).